# Polokwane City Football Club
Il Polokwane City Football Club, meglio noto come Polokwane, è una società calcistica sudafricana con sede nella città di Polokwane. Milita nella Premier Division, la massima serie del campionato sudafricano.

## Storia
Il Polokwane City FC è stato fondato nel 2012, quando i proprietari del Bay United hanno venduto la franchigia alla famiglia Mogaladi, che ha fondato la nuova società a Port Elizabeth. Dopo aver giocato in varie sedi temporanee, il club è stato trasferito ufficialmente a Polokwane.
Alla loro prima stagione in National First Division, hanno ottenuto il successo, guadagnando la promozione nella massima serie.
Dopo una prima stsgione in Premier Division conclusa con la salvezza ai play-out, nelle stsgioni successive il club si stabilisce fermamente in posizioni di metà classifica, raggiungendo anche il 6º posto nella stagione 2016-2017 e il 5º posto nella stagione 2018-2019.
La stagione 2019-2020 non è stata all'altezza delle aspettative, con il club che si è classificato al 16º posto della classifica, retrocedendo in National First Division.
Dopo un paio di stagioni dove la promozione in Premier Division era ampiamente fuori portata, nella stagione 2022-2023 il club riesce nuovamente a conquistare il titolo della National First Division, terminando a pari punti con l'Ajax Cape Town e centrando la promozione.

## Strutture

### Stadio
Il Polokwane City disputa le partite casalinghe allo stadio Peter Mokaba di Polokwane, in condivisione con altre società calcistiche locali, tra cui: Baroka, Sekhukhune United e Marumo Gallants.

## Allenatori e presidenti
- 2012-2013  Vladislav Heric
 Duncan Lechesa
- 2013-2014  Duncan Lechesa
 Eduardo Schoeler (interim)
 Boebie Solomons
- 2014-2015  Boebie Solomons
 Kosta Papić
- 2015-2016  Kosta Papić
 Júlio Leal
- 2016-2017  Luc Eymael
- 2017-2018  Bernard Molekwa
- 2018-2019  Jozef Vukušič
- 2019-2020  Bernard Molekwa
 Zlatko Krmpotić
 Bernard Molekwa
 Clinton Larsen
- 2020-2021
 Molato Motloung
- 2022-2023  Papi Zothwane
 Duncan Lechesa
- 2023  Lehlohonolo Seema

- 2012-  Johnny Mogaladi

## Palmarès

### Competizioni nazionali
- National First Division: 2

2012-2013, 2022-2023

## Organico
Aggiornato al 17 agosto 2024.
| N. |                               | Ruolo | Calciatore             |
| -- | ----------------------------- | ----- | ---------------------- |
| 1  | Guinea Equatoriale (bandiera) | P     | Manuel Sapunga         |
| 2  | Sudafrica (bandiera)          | D     | Tholo Thabang Matuludi |
| 3  | Sudafrica (bandiera)          | D     | Tlou Nkwe              |
| 4  | Sudafrica (bandiera)          | D     | Bulelani Nikani        |
| 5  | Sudafrica (bandiera)          | D     | Francious Baloyi       |
| 6  | Sudafrica (bandiera)          | C     | Gift Maswansanyi       |
| 7  | Sudafrica (bandiera)          | A     | Mokibelo Simon Ramabu  |
| 9  | Sudafrica (bandiera)          | A     | Hlayisi Chauke         |
| 10 | Sudafrica (bandiera)          | A     | Puleng Tlolane         |
| 11 | Sudafrica (bandiera)          | C     | Oswin Appollis         |
| 12 | Sudafrica (bandiera)          | C     | Cole Alexander         |
| 13 | Sudafrica (bandiera)          | C     | Samuel Bafana Nana     |

| N. |                      | Ruolo | Calciatore            |
| -- | -------------------- | ----- | --------------------- |
| 14 | Sudafrica (bandiera) | A     | Ndamulelo Maphangule  |
| 15 | Sudafrica (bandiera) | A     | Nyakala Raphadu       |
| 16 | Sudafrica (bandiera) | C     | Stevens Goovadia      |
| 17 | Sudafrica (bandiera) | C     | Bonginkosi Dlamini    |
| 19 | Zimbabwe (bandiera)  | A     | Douglas Mapfumo       |
| 21 | Mozambico (bandiera) | C     | Manuel Kambala        |
| 23 | Sudafrica (bandiera) | C     | Lerato Ntamane        |
| 25 | Sudafrica (bandiera) | C     | Simphiwe Sithole      |
| 26 | Sudafrica (bandiera) | P     | Masizakhe Myataza     |
| 31 | Sudafrica (bandiera) | C     | Ntlweleng Obed Thuto  |
| 32 | Sudafrica (bandiera) | D     | Elliot Seema          |
| 33 | Sudafrica (bandiera) | D     | Langelihle Ndlovu     |
| 34 | Sudafrica (bandiera) | C     | Lebohang Petrus Nkaki |
| 40 | Sudafrica (bandiera) | P     | Lindokuhle Mathebula  |
| 50 | Kenya (bandiera)     | P     | Brian Bwire           |
|    | Sudafrica (bandiera) | C     | Luciano Van Heerden   |